# Pediculaster permagnus
Pediculaster permagnus är en spindeldjursart som först beskrevs av Rack 1971.  Pediculaster permagnus ingår i släktet Pediculaster, och familjen Siteroptidae. Arten är reproducerande i Sverige.